# Преподобни Елије
Преподобни Елије је хришћански подвижник  и светитељ. Повизавао се у египатским пустињама у 4. веку.
Од ране младости је живео у манастиру, васпитан у уздржању и целомудрију, научен кротости и смирењу, Након што је сазрео, повукао се у пустињу и тамо живео у строгом посту и молитви. Настанио се у пећини и у њој живео неко време. 
У његовом Житију стоји „Будући прозорљив, он знађаше помисли свакога брата и прозираше свачију савест, и свакоме засебно говораше од каквог искушења пати. Једноме говораше: духом нечистоте распаљујеш се, брате! - другоме: гневом се запаљујеш; - трећем: патиш од лакомства; и свакоме откриваше каква га страст мучи. Исто тако он на корист свих обелодањиваше врлине врлинских монаха, називајући једнога кротким, другога праведним, трећега трпељивим, четвртога послушним, свакоме указујући какву врлину има. Јер живот свих и сва тајна дела, добра и зла, беху му откривена од Бога. И сваки од побеђиваних страстима причаше о себи да је онако како Елија каже. И умилење им обузимаше срца, и они исправљаху свој живот.После многих духовних разговора преподобни отац Елиј рече братији: Спремите трпезу, јер ће вам сада доћи страна братија. - И стварно, чим братија по речи светитељевој спремише трпезу, стигоше у манастир братија издалека. Пошто их чесно примише и угостише, свети Елиј оде у пустињу. А један од млађе братије мољаше га да му допусти да обитава са њим у пустињи. Светитељ му рече: Тешка је то ствар, брате, и захтева много труда, јер треба чврсто стајати против ђаволских искушења и много шта трпети. - Брат обећа да ће све поднети. Светитељ га онда прими и одреди му да живи у другој пећини. У идућу ноћ на њега нападоше бесови, најпре невидљиво, смућујући му ум рђавим помислима, па затим видљиво, као страшна привиђења навалише на њега и дављаху га желећи да га умртве. А он, утекавши из пећине, отрча к преподобноме и исприча му своју невољу. Утешивши га са мало речи и утврдивши га у трпљењу и вери, старац га понова одведе у исту пећину, обележи прстом то место унаоколо, огради га крсним знаком, и наложи брату да наоружан именом Господњим борави ту без страха. И живљаше тај брат у пустињи неповредљив од демонских насртаја, и удостоји се хране доношене невидљивом руком, као и преподобни наставник његов кога храњаше сам Бог. Достигавши дубоку старост и сатворивши многа чудеса, свети Елије се престави к Богу, коме угоди, и би прибројан к лику преподобних који на небу стоје пред престолом Оца и Сина и Светога Духа.”
Православна црква прославља преподобног Елија 14.(27.) јула.